# Sobór w Pizie
Sobór w Pizie – Concilabulum biskupów chrześcijańskich zwołany przez 23 kardynałów obu obediencji w 1409 r. w celu przywrócenia jedności chrześcijaństwa i zakończenia ponad 30-letniego okresu wielkiej schizmy. Nie został zwołany ani zatwierdzony przez papieża i dlatego nie spełniał warunków soboru i nie jest uznawany przez Kościół katolicki.
Wcześniejsze próby rozwiązania sporu między papieżem Grzegorzem XII a antypapieżem Benedyktem XIII na drodze jednoczesnej rezygnacji obu z nich albo zawarcia jakiegoś kompromisu, nie doszły do skutku. Do Pizy zjechało ponad 300 biskupów i opatów, przedstawiciele 100 kapituł katedralnych i 13 uniwersytetów. Sobór wytoczył proces obu papieżom, uznał ich za niegodnych tiary, za wrogów jedności kościelnej i zdetronizował jako heretyków. 26 czerwca 1409 r. nowym papieżem wybrany został kardynał Piotr Philargi jako Aleksander V. Wkrótce okazało się, że sobór w Pizie nie tylko nie zdołał przywrócić jedności w Kościele, ale przyczynił się do pogłębienia schizmy. Okazało się bowiem, że żaden z odwołanych papieży nie zrezygnował ze swoich uprawnień, a do walki o władzę papieską dołączył trzeci papież. Dopiero na soborze w Konstancji (1414–1418) miano przezwyciężyć schizmę.